# Grosses Fiescherhorn
Das Grosse Fiescherhorn, in älterer Literatur auch Gross Fiescherhorn genannt, ist mit 4049 m ü. M. der höchste Gipfel der Fiescherhörner in den Berner Alpen in der Schweiz. Der Berg sendet drei ausgeprägte Grate aus; auf den beiden nordwest-östlich verlaufenden verläuft die Grenze zwischen den Schweizer Kantonen Bern im Norden und Wallis im Süden. Die Nordseite besteht aus einer imposanten, rund 1250 Meter und etwa vier Kilometer breiten Wand, der Fiescherwand. Durch seine ausserordentliche Höhe, die relativ gute Erreichbarkeit und das aus der zentralen Lage inmitten der Berner Alpen resultierende umfassende Gipfelpanorama ist das Horn im Sommer wie im Winter ein beliebtes Tourenziel. Die Erstbegehung erfolgte am 23. Juli 1862 durch H. B. George, Christian Almer, Ulrich Kaufmann und Adolphus Warburton Moore über den Südwestgrat.

## Fiescherhörner
Das Grosse Fiescherhorn ist der höchste Gipfel der Fiescherhörner, zu denen mit dem Hinteren Fiescherhorn (4025 m) und dem Kleinen Fiescherhorn (3895 m), auch Ochs genannt, zwei weitere Gipfel gehören. Diese Berggruppe ist nicht zu verwechseln mit den Walliser Fiescherhörnern, deren Hauptgipfel das Grosse Wannenhorn (3906 m) ist und die nur wenige Kilometer weiter südlich ebenfalls in den Berner Alpen liegen.

## Lage und Umgebung
Das Grosse Fiescherhorn liegt auf dem Hauptkamm der Berner Alpen, über den die Wasserscheide zwischen Aare und Rhone und die Gemeindegrenze zwischen Grindelwald im Norden und Fieschertal im Süden verläuft, wobei Grindelwald mit acht Kilometern Entfernung deutlich näher zum Gipfel liegt. Dennoch ist der Berg durch das Tal des Unteren Grindelwaldgletschers etwas zurückversetzt und wird durch schräg vorgelagerte Berge, insbesondere Eiger und Mönch, teilweise verdeckt.
Das Grosse Fiescherhorn sendet drei ausgeprägte Grate nach Nordwesten, Osten und Südosten. Der Nordwestgrat (Walchergrat) zieht über das Walcherhorn (3692 m) zum Unteren Mönchsjoch (3519 m), wobei die Nordseite die westlichen zwei Drittel der Fiescherwand bildet und damit weitgehend eisfrei ist, während die Südseite mit dem Nährgebiet des Ewigschneefäld, das zum System des Aletschgletschers gehört, fast gänzlich vergletschert ist. Der Ostgrat (Fieschergrat) verläuft über Kleines Fiescherhorn und Agassizhorn zum Finsteraarhorn und bildet einen Teil des östlichen Drittels der Fiescherwand. Unter der Fiescherwand liegt das zum System des Unteren Grindelwaldgletscher gehörende Ischmeer. Auf dem Südostgrat sind das Grosse und das Hintere Fiescherhorn durch den Fieschersattel (3923 m) getrennt, bevor er zur Kleinen Grünhornlücke (3740 m) abfällt, die die Fiescherhörner und das Grosse Grünhorn voneinander trennt. Das Gebiet zwischen Ost- und Südostgrat gehört bereits zum Einzugsgebiet des Fieschergletschers, womit drei der grössten und längsten Gletscher der Berner Alpen und Alpen insgesamt in der Nähe des Grossen Fiescherhorns entspringen.
Die nächsthöheren Berge sind Mönch (4110 m, 5 km entfernt), Finsteraarhorn (4274 m, 5,2 km entfernt) und Schreckhorn (4078 m, 6,1 km). Das Jungfraujoch liegt sechs Kilometer westlich. Trotz seiner Lage inmitten der Berner Alpen und den leicht höheren Gipfel in näherer Umgebung ist das Grosse Fiescherhorn vom Schweizer Mittelland und den nördlichen Voralpen anders als das ähnlich hohe, südlich liegende Grosse Grünhorn relativ gut sichtbar.

## Alpinismus

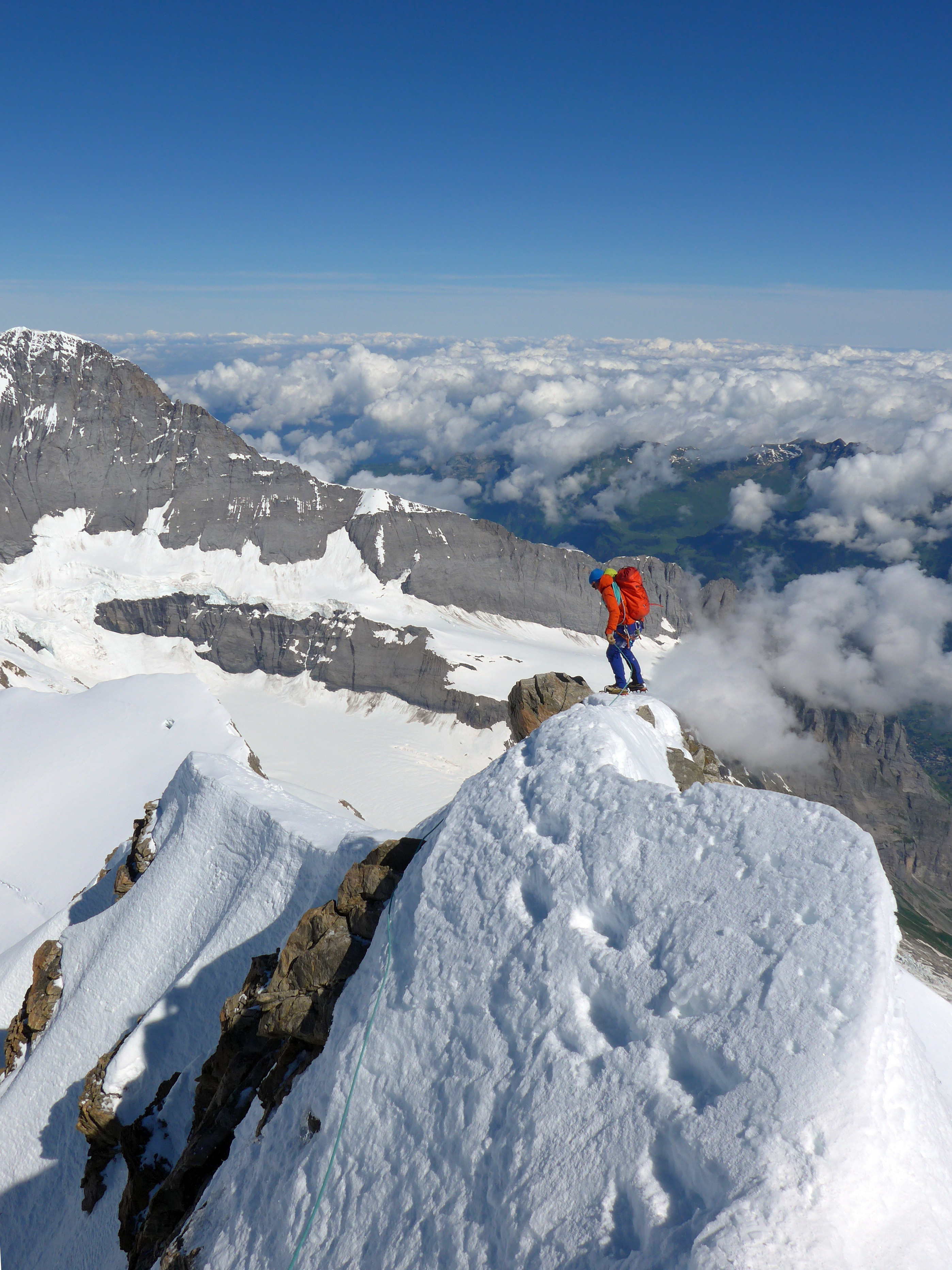
Abstieg über den Nordwestgrat

Da das Grosse Fiescherhorn dank der Jungfraubahn und der guten Hütteninfrastruktur gut erreicht werden kann, wird es relativ oft bestiegen. Alle Routen auf das Grosse Fiescherhorn sind ernsthafte Hochtouren, die nur mit entsprechender Ausrüstung und Erfahrung begangen werden können. Der heutige Normalweg (leichtester Anstieg) führt vom Fieschersattel aus über den erstmals 1871 begangenen Südostgrat. Als Stützpunkte eignen sich die im Südosten gelegene Finsteraarhornhütte (3048 m), von der das Grosse Fiescherhorn über den Walliser Fiescherfirn in ungefähr fünf Stunden erreicht werden kann. Die im Süden gelegene Konkordiahütte (2850 m) und die westlich gelegene Mönchsjochhütte (3627 m) erfordern je bis sechs Stunden Gehzeit bis zum Gipfel, wobei von der Mönchsjochhütte auch über den Walchergrat aufgestiegen werden kann. Die Anstiege werden in der Literatur mit den Schwierigkeiten WS bis WS+ (Route via Fieschersattel und Südostgrat) bzw. ZS (Route über den bis 50° geneigten Walchergrat) in der SAC-Berg- und Hochtourenskala angegeben. Als außerordentlich schwierig einzustufen sind sämtliche Routen durch die Fiescherwand, da diese zusätzlich eine grosse Eis- und Steinschlaggefahr aufweisen.
Im Winter und Frühling kann das Grosse Fiescherhorn auch als Skitour bestiegen werden. Ausgangspunkte sind die Mönchsjochhütte oder die Finsteraarhornhütte (ZS- resp. WS) über den Fieschersattel. Der Gipfel wird dabei oft überschritten, d. h. es wird von der einen Hütte her aufgestiegen und zur anderen abgefahren.